# 乾坤湾镇
乾坤湾镇，是中华人民共和国陕西省延安市延川县下辖的一个乡镇级行政单位。
2015年，陕西省民政厅批复同意撤销土岗乡，设立乾坤湾镇。

## 行政区划
乾坤湾镇下辖以下地区：
土岗村、大程村、碾畔村、槐卜圪崂村、白家山村、石崾子村、阿占村、联卜沟村、肥家山村、刘家山村、马家塬村、石畔村、温家塬村、雷家塬村、龙耳则村、樊家洼村、贺家坪村、伏义河村、滩则村和枣洼村。